# RIBBON (山瀬まみのアルバム)
『RIBBON』（リボン）は、1986年7月21日にリリースされた山瀬まみのデビュー・スタジオ・アルバム。

## 概要
デビュー曲と2ndシングルを含む初のアルバム。松本隆が全曲の作詞を担い、5人の外部作家による作曲を収め、船山基紀と鈴木茂による編曲が施されている。

## 収録曲
全作詞：松本隆
1. くちびるにマスカット（3:28）[1]
作曲：亀井登志夫　編曲：鈴木茂
2. 金の波、銀の砂（4:19）[1]
作曲：来生たかお　編曲：船山基紀
3. ピンクのマニキュア（3:58）[1]
作曲：南佳孝　編曲：鈴木茂
4. 今夜はフェアリーテール（3:23）[1]
作曲：呉田軽穂　編曲：松任谷正隆
5. セシリア・Bの片想い（4:01）[1]
作曲：宮城伸一郎　編曲：船山基紀
6. 小夜子（4:36）[1]
作曲：来生たかお　編曲：船山基紀
7. ロング・ヘアーの少年（3:40）[1]
作曲：亀井登志夫　編曲：船山基紀
8. 氷のキャッスル（3:17）[1]
作曲：南佳孝　編曲：鈴木茂
9. メロンのためいき（4:07）[1]
作曲：呉田軽穂　編曲：松任谷正隆
10. 月夜のカーニバル（3:28）[1]
作曲：亀井登志夫　編曲：鈴木茂
11. 水晶球（3:12）[1]
作曲：宮城伸一郎　編曲：鈴木茂